# Joseph Vincenz Hofmann
Joseph Anton Vincenz Hofmann (auch Joseph Hofmann; * 22. Januar 1800 in Innsbruck; † 26. April 1863 in Brixen) war ein österreichischer römisch-katholischer Theologe und Geistlicher.

## Leben
Hofmann studierte an den Hochschulen von Innsbruck und Brixen sowie am höheren Priester-Bildungsinstitut zum Heiligen Augustin, dem sogenannten Frintaneum, in Wien. 1823 erfolgte seine Priesterweihe in Brixen. Anschließend war er als Seelsorger, in der Position eines Hilfsgeistlichen, in Obernberg am Brenner tätig.
Hofmann wurde 1828 Studienpräfekt des fürstbischöflichen Seminars in Brixen. 1832 erhielt er die Professur der Hermeneutik des neuen Bundes und der griechischen Sprache. 1846 wechselte er auf den Lehrstuhl für Moral und Erziehungskunde. Zudem wurde er zum Konsistorialrat ernannt. Daneben fungierte er als Präses des Ehegerichts des Bistums Brixen. 1854 erfolgte schließlich die Ernennung zum Domkapitular am Dom von Brixen. Er soll sich durch eine große Wohltätigkeit ausgezeichnet haben.

## Werke (Auswahl)
Hofmann schrieb wenige Beiträge. Darunter:
- Bemerkungen über Domicilium in Rücksicht auf Verkündigung der Ehe und Trauung, in: Archiv für katholisches Kirchenrecht, Band 2, 1857, S. 546ff.
- Über den Ort des Ehe-Aufgebots, Archiv für katholisches Kirchenrecht, Band 4, 1859, S. 391ff.

Außerdem verfasste er mehrere Artikel für Wetzer und Welte’s – Kirchenlexikon oder Encyklopädie der katholischen Theologie und ihrer Hilfswissenschaften.
Daneben besorgte er hauptsächlich Neuauflagen bestehender Werke. Darunter:
- Altmann Arigler: Hermeneutica biblica, 3. Auflage, 1846.
- Joseph Ambrosius Stapf: Erziehungslehre, 5. Auflage, 1863.
- Joseph Ambrosius Stapf: Epitome theologiae moralis, 3. Auflage, Band 1, 1863.